# Weir, Texas
Weir är en ort i Williamson County i Texas. Vid 2010 års folkräkning hade Weir 450 invånare.